# Syzygium aoupinianum
Syzygium aoupinianum är en myrtenväxtart som beskrevs av J.W.Dawson. Syzygium aoupinianum ingår i släktet Syzygium och familjen myrtenväxter. Inga underarter finns listade i Catalogue of Life.